# 사랑의 삼각형 이론
사랑의 삼각형 이론(Triangular theory of love)은 심리학자 로버트 스턴버그가 개발한 사랑에 관련된 이론으로, 이 삼각형 이론에 따르면 인간 관계의 맥락 안에서 사랑은 친밀감과 열정, 헌신의 세 가지 요소로 구성된다.

## 같이 보기
- 사랑
- 사랑의 색상환 이론(Color wheel theory of love)
- 사랑의 생물학적 근거
- 탕드르의 지도(Carte de Tendre) - 프랑스에서 만들어진 가상의 지도. 사랑의 지도라고도 불린다.